# Minister Pieter Tacklaan
De Minister Tacklaan of Pieter Tacklaan is een straat in de Belgische stad Kortrijk. De straat bevindt zich ten zuiden van het hoofdstation van Kortrijk. Ze loopt van de Minister Vanden Peereboomlaan naar de Doorniksepoort waar de Doorniksewijk begint. De straat, die door burgemeester Auguste Reynaert werd aangelegd als onderdeel van de ceintures des boulevards of de kleine stadsring rondom het stadscentrum, kreeg oorspronkelijk de naam Avenue du Midi. Later werd ze hernoemd tot Minister Pieter Tacklaan, naar Pierre Tack, Belgisch minister van Financiën.